# Arthur Findlay College
Das Arthur Findlay College ist ein Kollegium für Spiritualismus und Parawissenschaften in Stansted Hall in Stansted Mountfitchet, Essex, England.
Stansted Hall wurde 1871 erbaut und Arthur Findlay College 1964 gegründet. Gemäß Arthur Findlays Wünschen werden das Collegegebäude und das Gelände von der Nationalen Spiritualisten-Union (SNU) verwaltet. Der Hauptsitz der SNU bei Red Woods befindet sich auf dem Gelände der Bildungsstätte. Die Kurspreise beinhalten Mahlzeiten, Unterricht und Unterkunft.
Die Kurse sind nicht akkreditiert.

## Geschichte von Stansted Hall

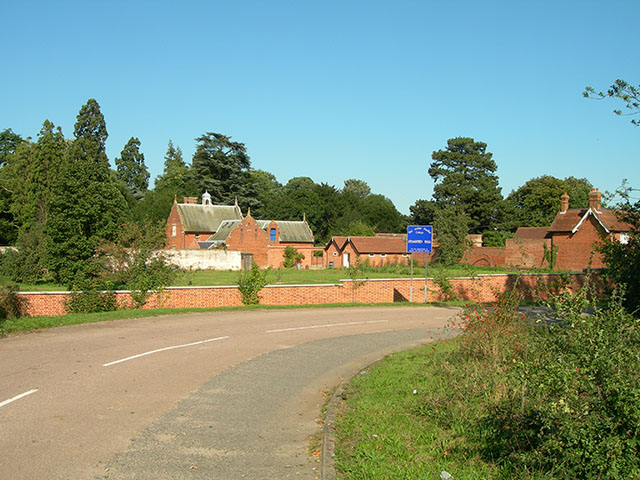
Stansted Hall, 2006

Stansted Hall, erbaut 1871, wurde der National Union der Spiritualisten in Stansted von J. Arthur Findlay, einem ehemaligen Ehrenpräsidenten der Union, 1964 übergeben und wird nach seinen Wünschen von der Union als College für die Förderung der Psychischen Wissenschaft verwaltet.

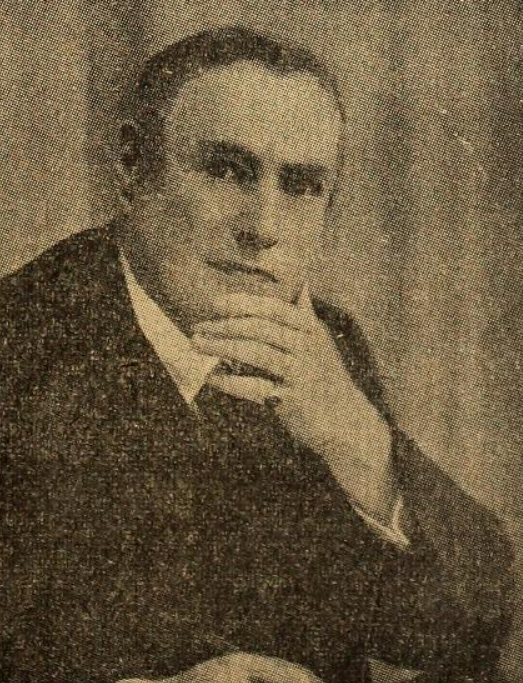
Arthur Findlay

Herr Findlay kaufte das Anwesen 1923 nach seinem Ausscheiden aus der Wirtschaft und brachte 1945 die Idee eines Spiritualisten-Kollegiums in Stansted zur Sprache. Nach persönlichen Kontakten mit drei aufeinander folgenden Präsidenten der Union wurde ein Testament verfasst, und 1954 akzeptierte der Nationalrat das Vermächtnis von Stansted Hall mit einer Schenkung. Später folgte eine Schenkung in Form eines Vorrats, der für die Einrichtung und Dekoration verwendet werden sollte, und 1964, ein Jahr nach dem Tod seiner Frau, übertrug Herr Findlay die Gebäude, das Gelände und die Ausstattung an die Union. Herr Findlay starb im Juli 1964.

## Unterrichtete Themenbereiche
- Medialität
- Spirituelle Heilung
- Meditation
- Hypnose
- Ton und Farbe
- Philosophie
- Psychische Kunst und Paragraphen
- Trance-Phänomen
- Qi und Prana
- Astrologie
- Numerologie

## Räume
- Das Heiligtum
- Die Bibliothek, die für physische Medien genutzt wird. Hier hängt ein Porträt von Gordon Higginson.
- Das Blaue Zimmer
- Unterkunft für Gäste
- Museum des Spiritualismus

## Filmische Dokumentationen
- Stansted Hall (englisch)